# زيسكو يونايتد
زيسكو يونايتد (بالإنجليزية: ZESCO United F.C.)‏ هو نادي كرة قدم زامبي مقره في ندولا. تأسس الفريق عام 1974، يلعب الفريق في الدوري الزامبي الممتاز، ملعبه الرسمي هو ملعب ليفي مواناواسا، وقد كان الفريق الزامبي الأول الذي يبلغ لدور المجموعات من دوري أبطال أفريقيا.

## مشاركاته في بطولات الاتحاد الأفريقي لكرة القدم
- دوري أبطال أفريقيا: مشاركتين

2008 - الدور الأول
2011 - الدور الثاني
2015 - قبل النهائي
- كأس الاتحاد الكونفدرالي الأفريقي لكرة القدم: مشاركتين

2006 - الدور الأول
2010 - الدور الأول